# 29432 Williamscott
29432 Williamscott este un asteroid din centura principală de asteroizi.

## Descriere
29432 Williamscott este un asteroid din centura principală de asteroizi. A fost descoperit pe 3 aprilie 1997 la Socorro, New Mexico, în cadrul proiectului LINEAR. Asteroidul prezintă o orbită caracterizată de o semiaxă mare de 3,08 ua, o excentricitate de 0,13 și o înclinație de 2,8° în raport cu ecliptica.